# Cattedrale di Strasburgo
La cattedrale di Nostra Signora di Strasburgo (in francese: Cathédrale Notre-Dame de Strasbourg; in alsaziano Liebfrauimünschter z'Strossburi; in tedesco: Liebfrauenmünster zu Straßburg) è il principale luogo di culto cattolico di Strasburgo, in Francia, chiesa madre dell'omonima arcidiocesi. Con un'altezza di 142 metri, è stata per molto tempo un parametro di riferimento per gli edifici più alti del mondo. Fu il principale tempio protestante di Strasburgo dal 1525 al 1689.
(Bernardo Bizoni, Diario di Viaggio di Vincenzo Giustiniani)
Dopo la cessione dell'Alsazia alla Francia, gli evangelici della città furono costretti da Luigi XIV a cedere l'edificio ai cattolico-romani. È monumento storico della Francia dal 1862.

## Costruzione
Gli scavi archeologici sotto e intorno alla cattedrale sono stati condotti nel 1896–1897, 1907, 1923–1924, 1947–1948, tra il 1966 e il 1972, e infine tra il 2012 e il 2014.
Il sito dell'attuale cattedrale è stato utilizzato per diversi edifici religiosi precedenti, a partire dal periodo Argentoratum, quando un santuario romano occupava il sito fino all'edificio che si trova oggi.
Si sa che una cattedrale fu eretta dal vescovo sant'Arbogaste della diocesi di Strasburgo alla fine del VII secolo, sulla base di un tempio dedicato alla Vergine Maria, ma oggi non ne rimane nulla. La precedente cattedrale di Strasburgo, i cui resti risalenti alla fine del IV secolo o all'inizio del V secolo sono stati riportati alla luce nel 1948 e nel 1956, si trovava nel sito dell'attuale chiesa di Santo Stefano.
Nell'VIII secolo, la prima cattedrale fu sostituita da un edificio più importante che sarebbe stato completato sotto il regno di Carlo Magno. Il vescovo Remiglio di Strasburgo (detto anche Rémi) volle essere sepolto nella cripta, secondo il suo testamento del 778. Fu certamente in questo edificio che nell'842 furono pronunciati i giuramenti di Strasburgo. Gli scavi hanno rivelato che questa cattedrale carolingia aveva tre navate e tre absidi. Una poesia descrive questa cattedrale come decorata con oro e pietre preziose dal vescovo Ratho (anche Ratald o Rathold). La basilica prese fuoco in diverse occasioni, nell'873, nel 1002, a causa del duca di Svevia Ermanno II e del di lui genero e duca di Carinzia Corrado, nel contesto della successione al trono imperiale di quell'anno, e nel 1007.
Nel 1015 il vescovo Guarniero I d'Asburgo posò la prima pietra di una nuova cattedrale sulle rovine della basilica carolingia. In seguito costruì una cattedrale in stile romanico, ma fu poi continuata secondo i canoni dell'architettura gotica sia francese che tedesca. Quel duomo fu raso al suolo nel 1176 perché all'epoca le navate erano coperte da un'intelaiatura di legno.
Dopo quel disastro, il vescovo Enrico di Hasenburg decise di costruire una nuova cattedrale, per essere più bella di quella di Basilea, che era appena terminata. La costruzione del nuovo duomo iniziò sulle fondamenta della struttura precedente, e si concluse solo secoli dopo. La cripta del duomo di Guarniero, che non era bruciata, fu conservata e ampliata verso ovest. I lavori proseguirono fino al 1439.
La cattedrale è un illustre esempio di costruzione in pietra arenaria dei Vosgi (grès rouge des Vosges). Questa pietra, tipica delle zone renane, le conferisce il colore rossiccio che caratterizza anche altre costruzioni situate in città della zona, come la cattedrale di Friburgo in Brisgovia o quella di Basilea. Durante un consistente periodo di tempo i lavori di costruzione furono presieduti da Erwin von Steinbach e da Joist Dotzinger.

## Descrizione

### Misure e dimensioni
| Parametro                                 | Misura   |
| ----------------------------------------- | -------- |
| Lunghezza                                 | 111 m    |
| Larghezza                                 | 51,5 m   |
| Altezza della torre nord                  | 142,15 m |
| Altezza della volta della navata centrale | 31 m     |
| Altezza della volta delle navate laterali | 15 m     |
| Superficie interna                        | 6044 m2  |

### Esterno

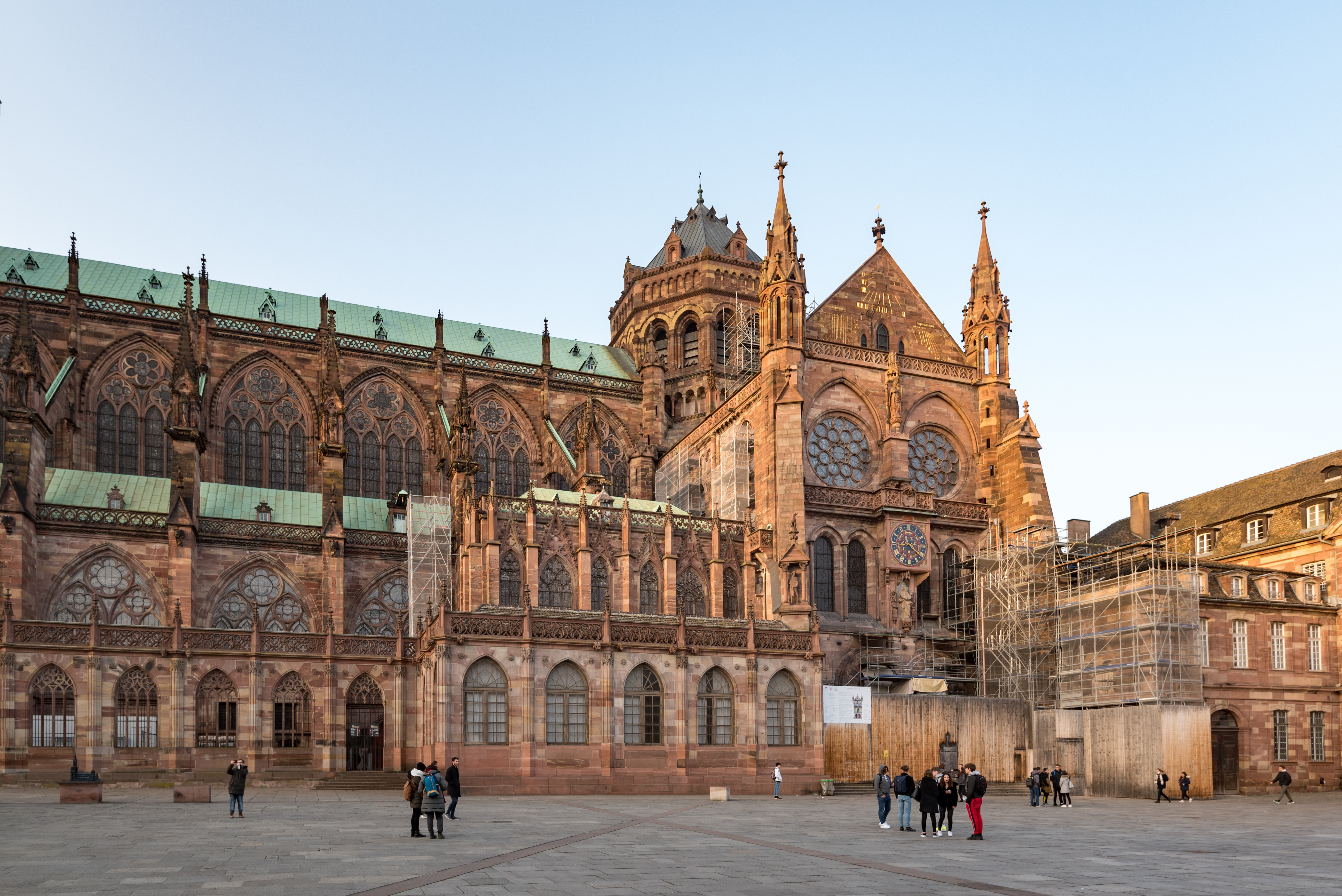
Fianco destro e transetto

Ha la forma di una basilica a tre navate con transetto. È rimasta incompiuta anche a causa delle enormi dimensioni del progetto, che il comune di Strasburgo ed il vescovo Henri de Hasenbourg perseguivano in concorrenza con altre città nelle zone limitrofe.
Le porzioni più tipicamente romaniche si trovano presso il coro, primo ad essere stato costruito. Man mano che la costruzione progrediva e ci si avvicinava al compimento presso la facciata, prevalgono sempre più gli elementi gotici.
Strasburgo è stata solo uno dei molti comuni che si erano arricchiti di cattedrali gotiche e che non erano riusciti, durante il Medio Evo, a portare a termini i loro sforzi; come altrove, i lavori vennero sospesi alle soglie dell'epoca moderna. La città alsaziana, a differenza di molte altre, non rilanciò piani di compimento per portare a termine la cattedrale. Oggi si distingue da molte altre cattedrali gotiche dato che è particolarmente evidente la mancanza di una delle due torri campanarie, quella meridionale, il che determina un forte effetto asimmetrico dell'insieme (in contrasto con la regolarità che caratterizza la facciata, strutturata a scacchiera).

### Interno

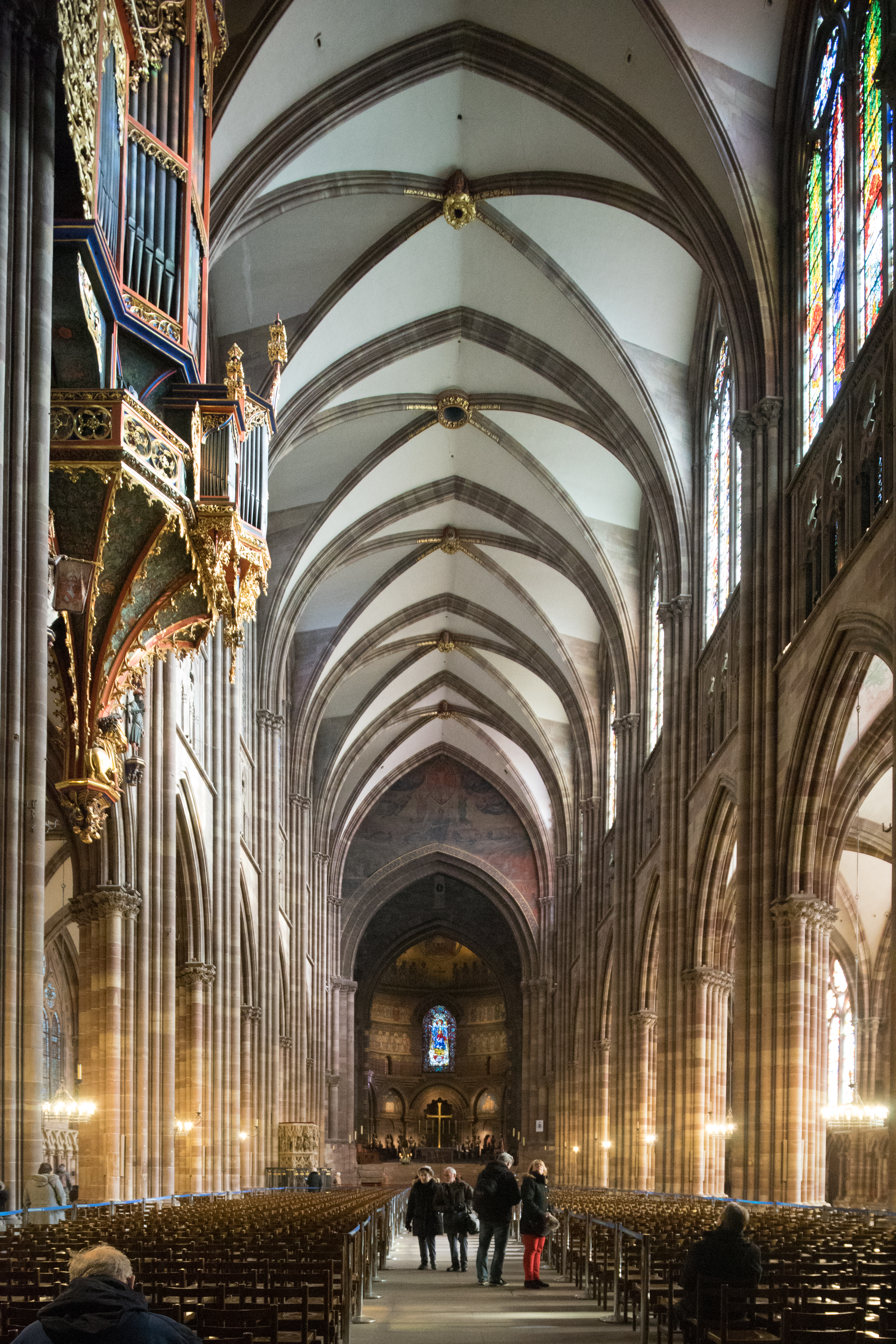
Interno

La parte posteriore della chiesa, soprattutto il presbiterio ma anche il transetto, è quella maggiormente caratterizzata da elementi romanici, che per altro sono evidenti nella cripta dell'XI secolo.
Ciononostante, l'interno è caratterizzato da una spiccata dissoluzione delle pareti secondo i parametri delle cattedrali gotiche francesi dell'epoca.
D'altro canto le sculture della chiesa lasciano trasparire nuove tendenze dell'arte gotica, dato che in opere come la Morte della Vergine (nella lunetta del portale di sinistra del transetto sud) il drappeggio dei vestiti non nasconde più completamente le forme del corpo: la scultura riacquista così una parte della plasticità che il gotico tendeva in precedenza a tralasciare per assecondare le forme snelle e lo slancio verso l'alto tipico della scultura gotica.
Nel braccio sinistro del transetto, ivi trasferita nel 1667 dal cimitero della chiesa di Saint-Thomas, è collocata l'imponente (9 metri di lunghezza, 3,80 metri di larghezza, 5 metri di altezza) opera scultorea in legno Il Monte degli Ulivi, attribuita a Veit Wagner.

### Orologio astronomico

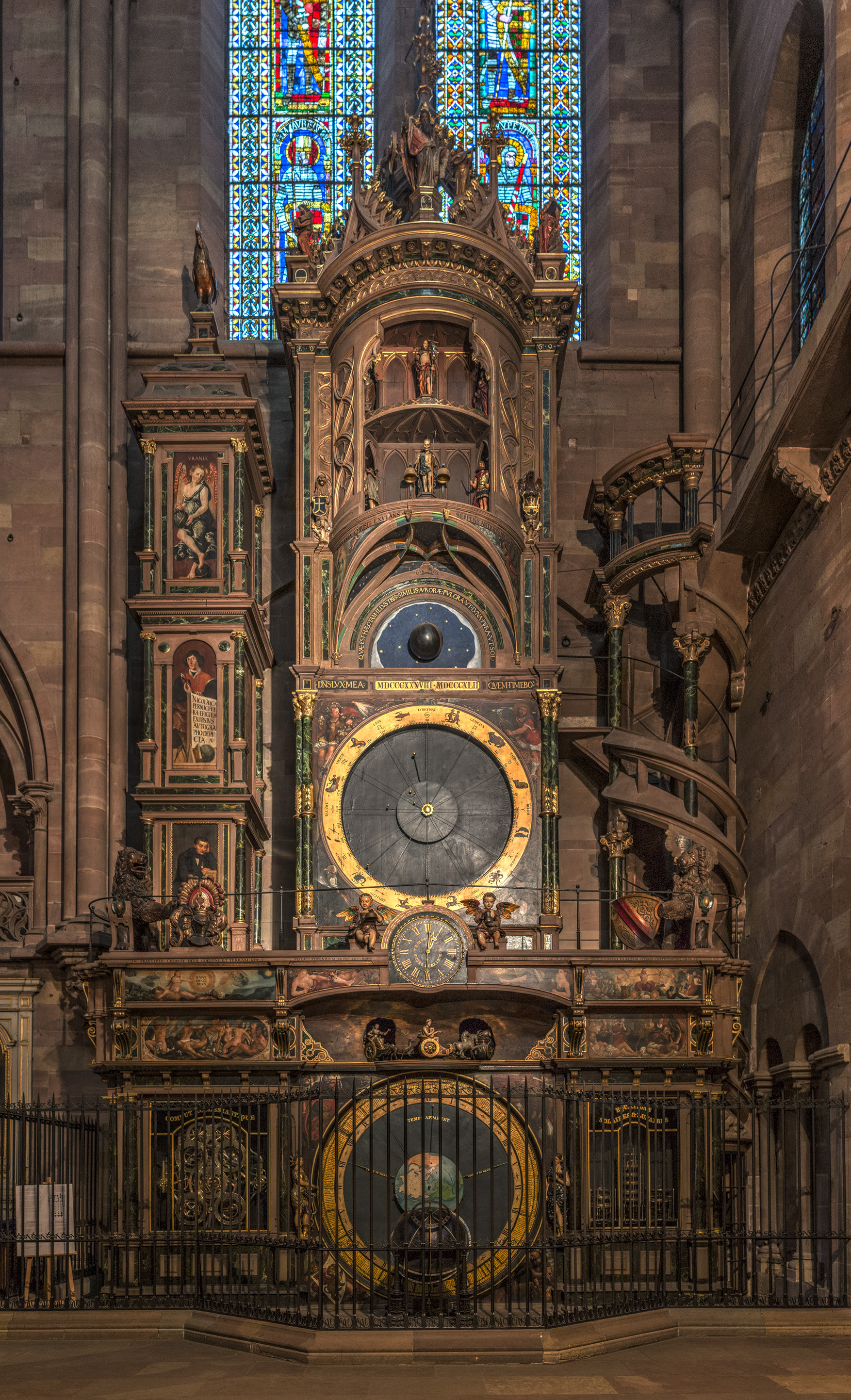
Orologio astronomico

La chiesa si distingue per un orologio astronomico di grande fattura che riproduce, unico nel suo genere, la precessione degli equinozi. È in grado di battere anche le 13.
Un primo orologio, su progetto di Conrad Dasypodius venne costruito tra il 1572 e il 1574 da Isaac Habrecht e Josia Habrecht. Il monumentale orologio rappresentava la sintesi dei più avanzati studi scientifici dell'epoca nei campi dell'astronomia, matematica e fisica. Il meccanismo rimase nella cattedrale fino al 1842, quando fu sostituito da un orologio costruito da Jean Baptiste Schwilgué.

### Organi a canne
La cattedrale dispone di tre organi. L'organo principale è collocato nella terza campata della navata centrale, lungo la parete di sinistra, sopra una cantoria a nido di rondine. L'organo conserva ancora la cassa originaria, risalente al 1384, che, a partire dal 1716, ha ospitato uno strumento costruito da Andreas Silbermann. Questo venne sostituito da un altro, opera di Henry Koulen, che lo installò nel 1897 e ricostruito nel 1935. L'organo attuale risale al 1981 ed è stato realizzato dall'organaro Alfred Kern.
Lungo la parete destra del coro, costruito in stile neobizantino durante l'ultimo periodo di dominazione tedesca, si trova il secondo organo della cattedrale, utilizzato principalmente per l'accompagnamento liturgico. Questo è stato costruito nel 1878 da Joseph Merklin e più volte rimaneggiato; l'ultimo importante intervento è stato effettuato da Daniel Kern nel 1989. Nel 2011 lo strumento ha tre tastiere ognuna di 56 note e pedaliera di 30.
Nella cappella di San Lorenzo è stato installato nel 2013 un organo positivo realizzato da Alfred Kern nel 1986 e dotato di 4 registri, con due manuali e pedale.
L'organo della cripta è stato costruito da Gaston Kern nel 1998. A trasmissione integralmente meccanica, ha due tastiere di 54 note ciascuna ed una pedaliera di 25.

## Urbanistica
Le costruzioni che si affacciano sulla piazza antistante, caratteristiche per l'intelaiatura a traliccio, formano insieme alla cattedrale un importante insieme urbanistico.
Con un'altezza di 142 metri, la cattedrale è rimasta intatta fino ai giorni nostri, differenziandosi da molte altre costruzioni medievali che gareggiavano tra di loro in dimensioni, ma che non rimasero in piedi a lungo (come ad esempio la cattedrale di Beauvais). Risultò essere l'edificio più alto nel mondo a partire dal 1647 (in seguito al crollo della torre della Marienkirche a Stralsund), per poi restarlo fino al 1874 (anno in cui fu costruita la Nikolaikirche ad Amburgo). Ha del resto un ruolo urbanistico di primo piano per tutta la zona di Strasburgo, dato che è visibile a chilometri e chilometri di distanza (ad esempio da alcuni punti della Foresta Nera).

## Galleria d'immagini

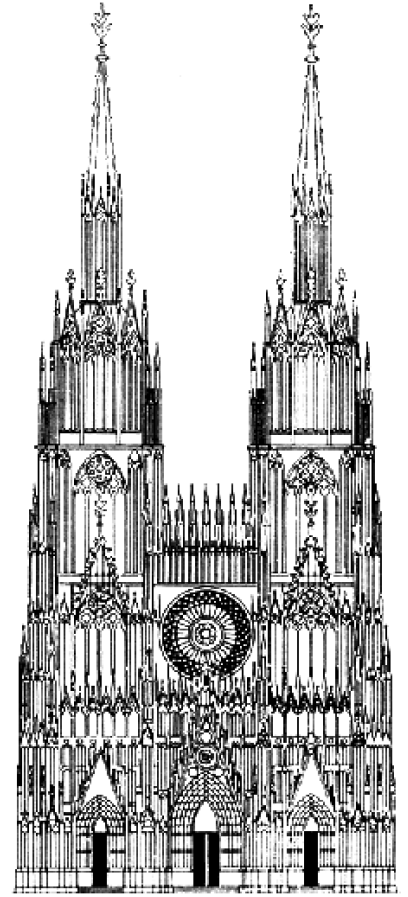
Progetto della facciata
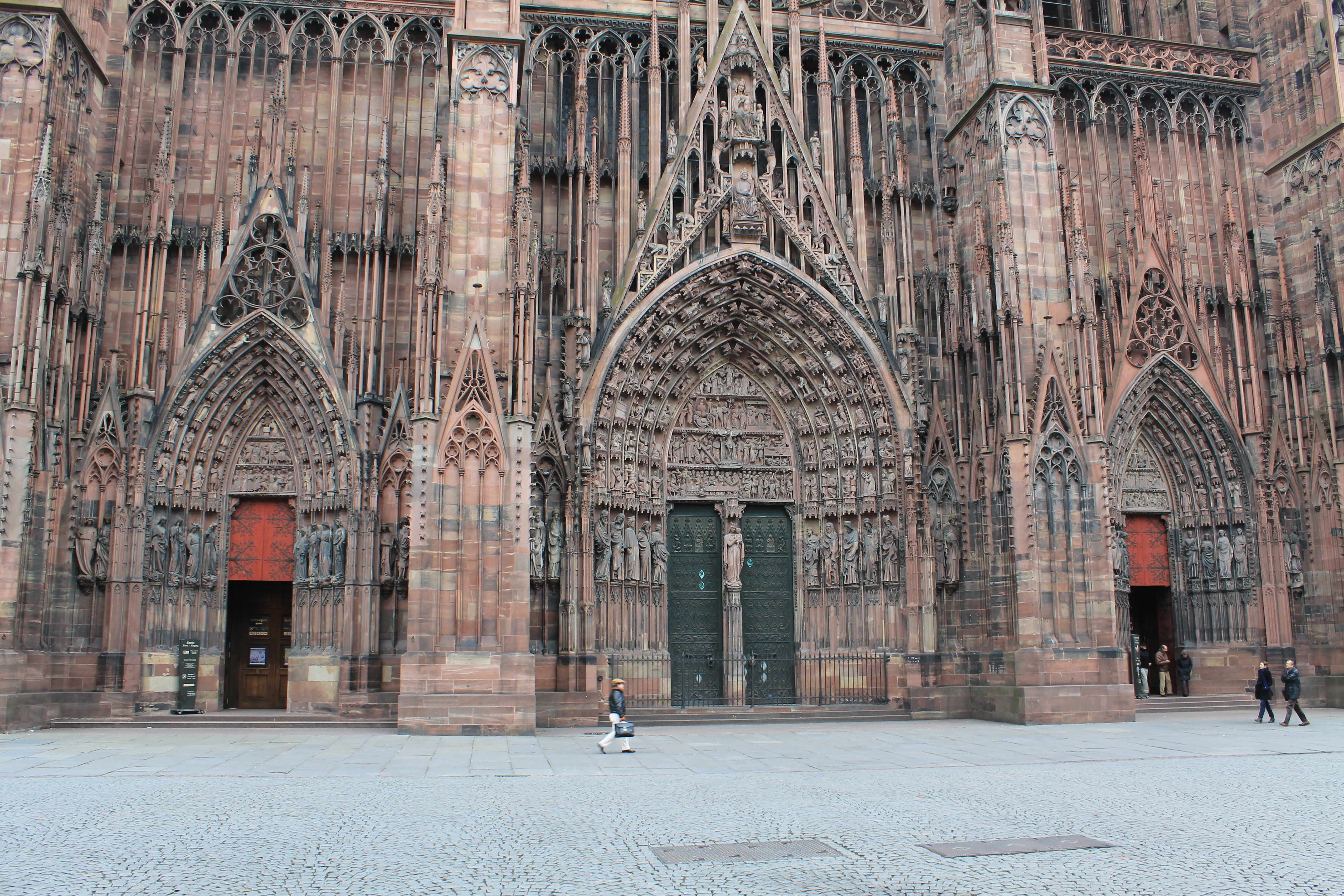
Portali della facciata
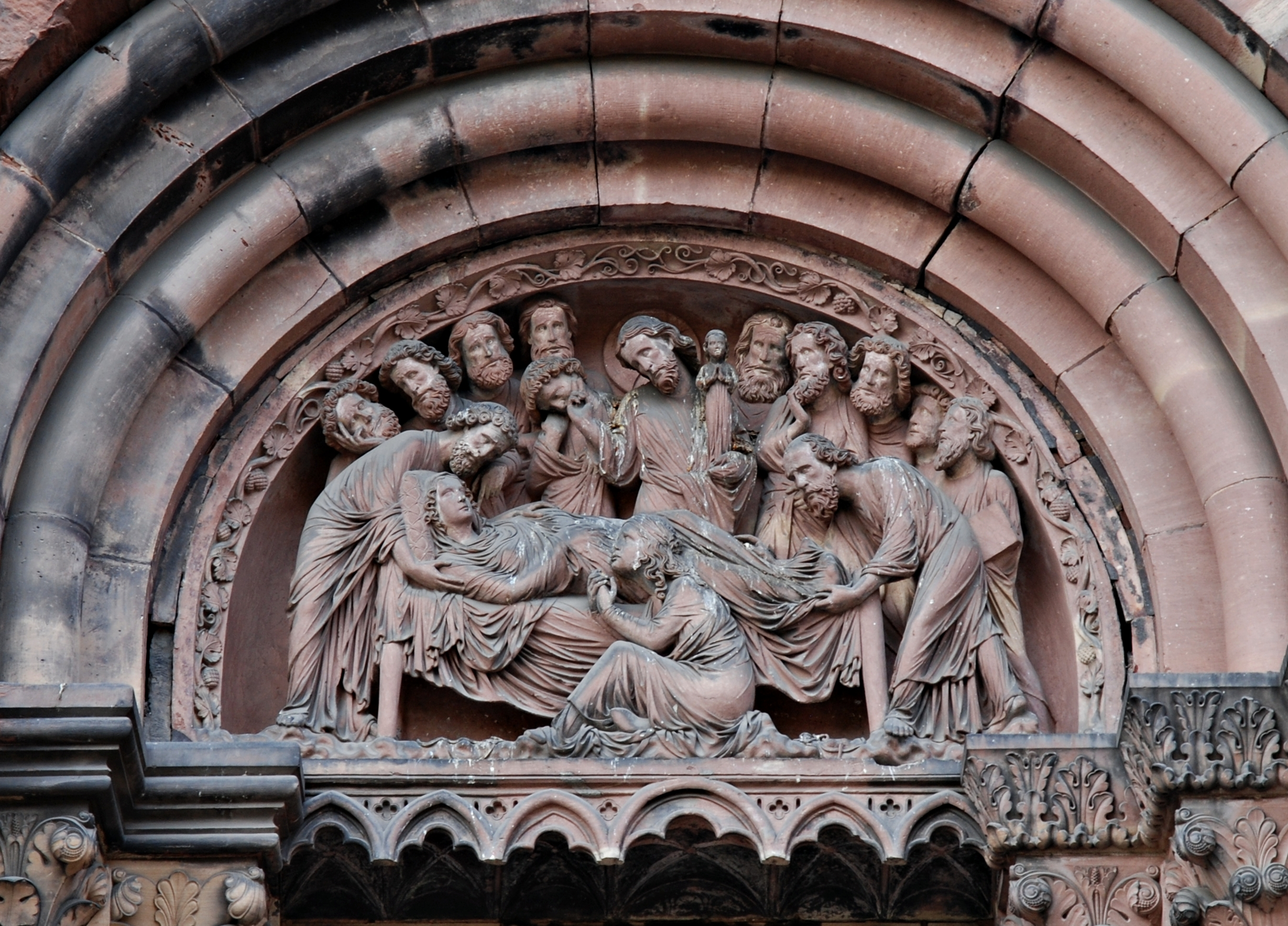
Morte della Vergine
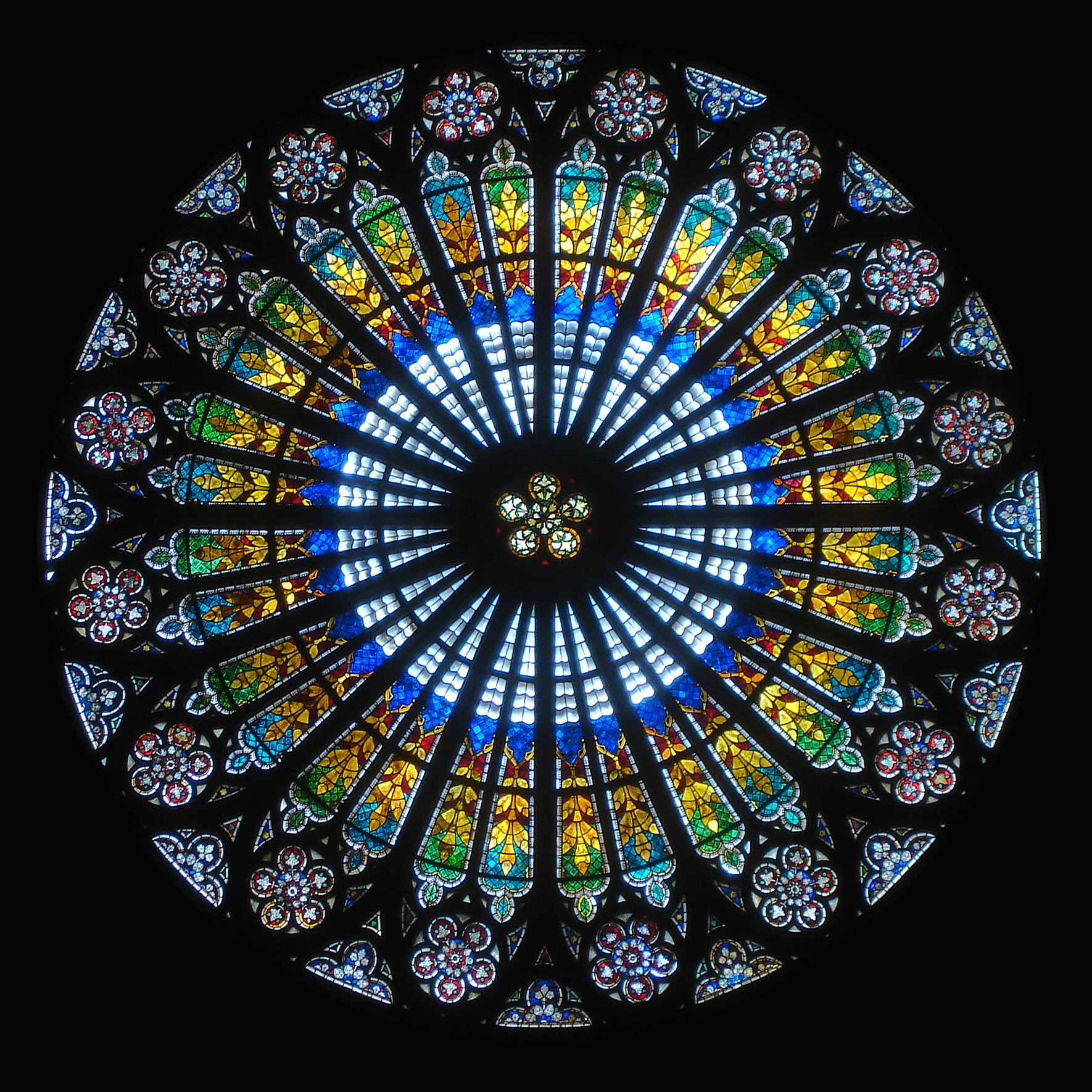
Rosone
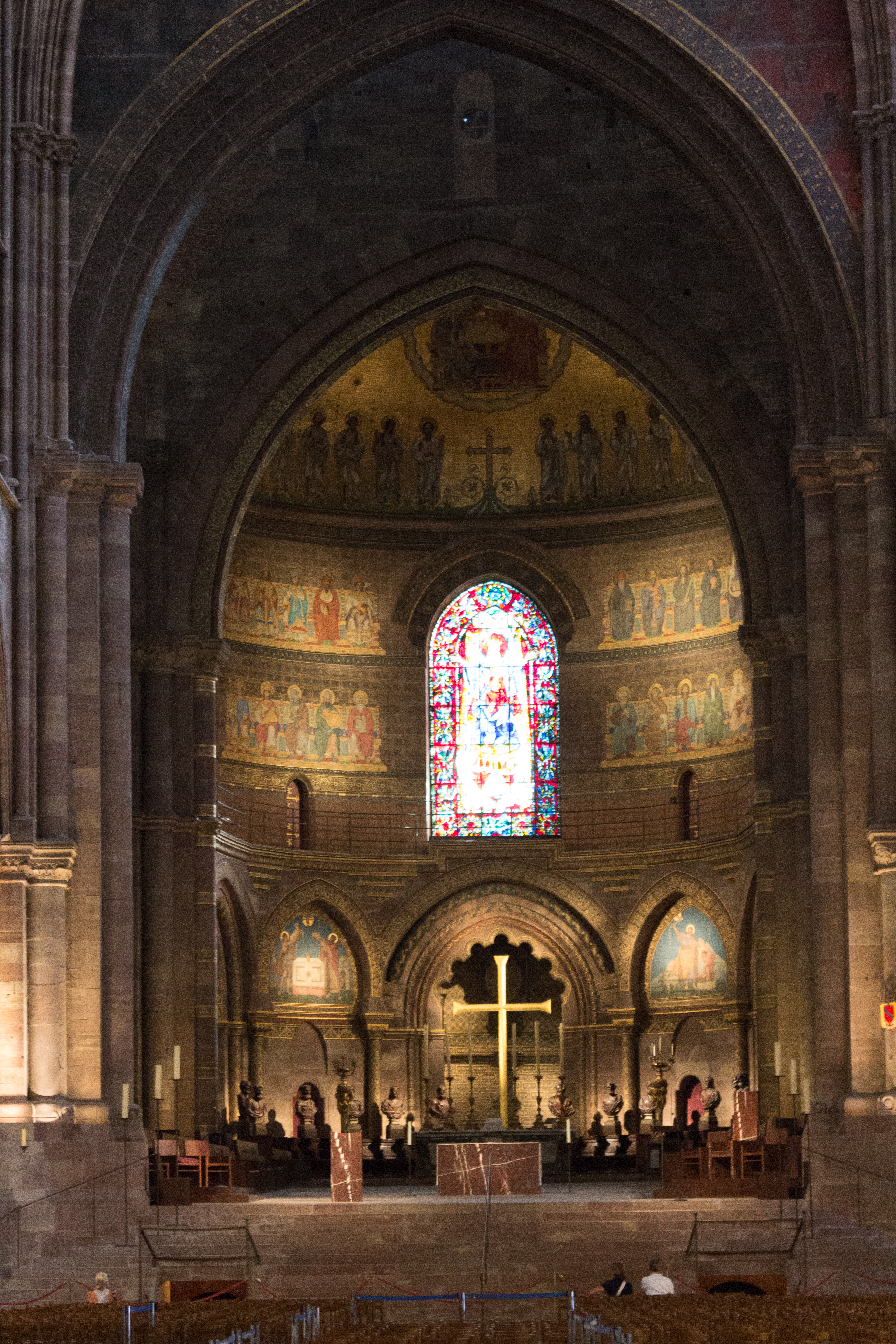
Abside e presbiterio
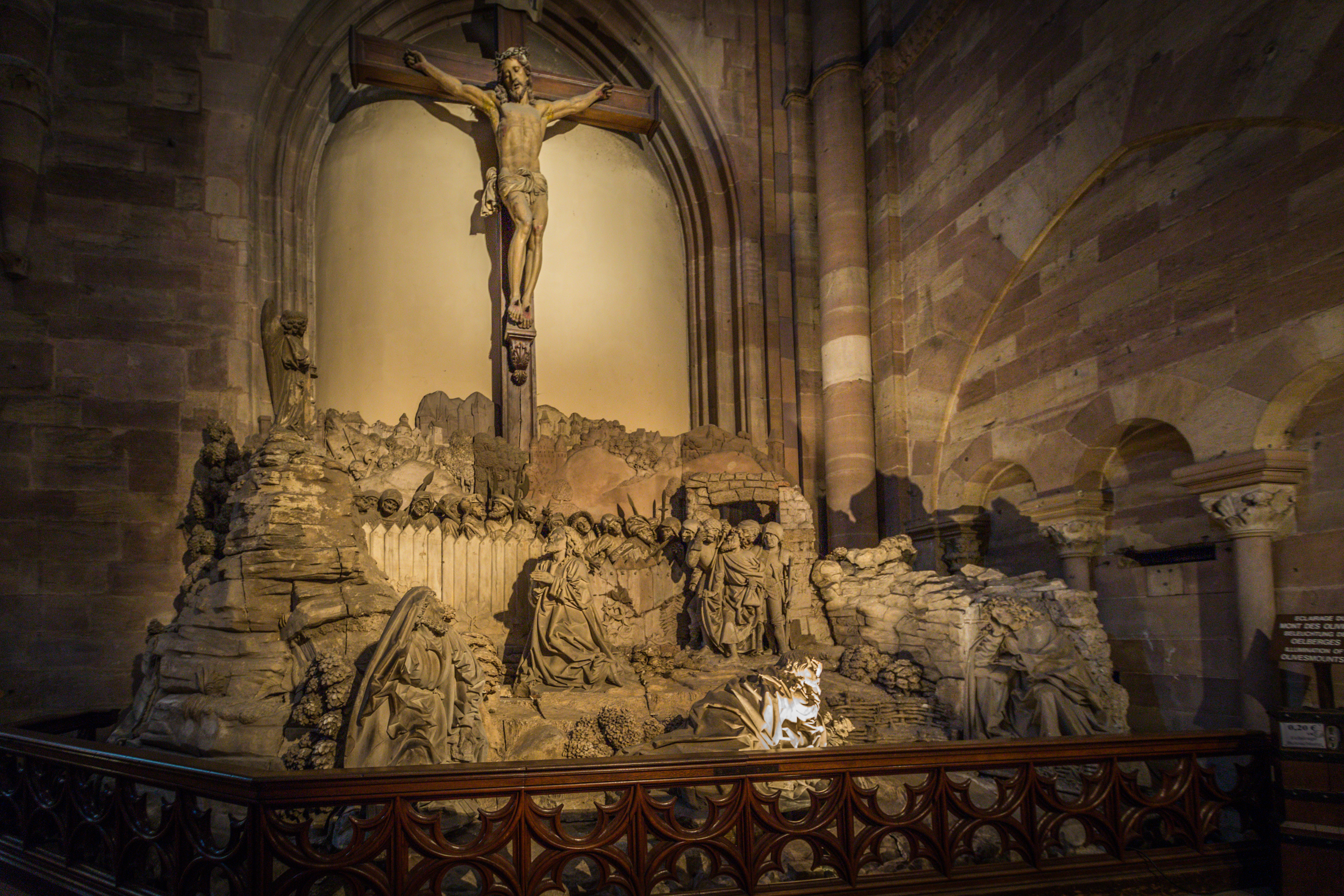
Monte degli Ulivi di Veit Wagner
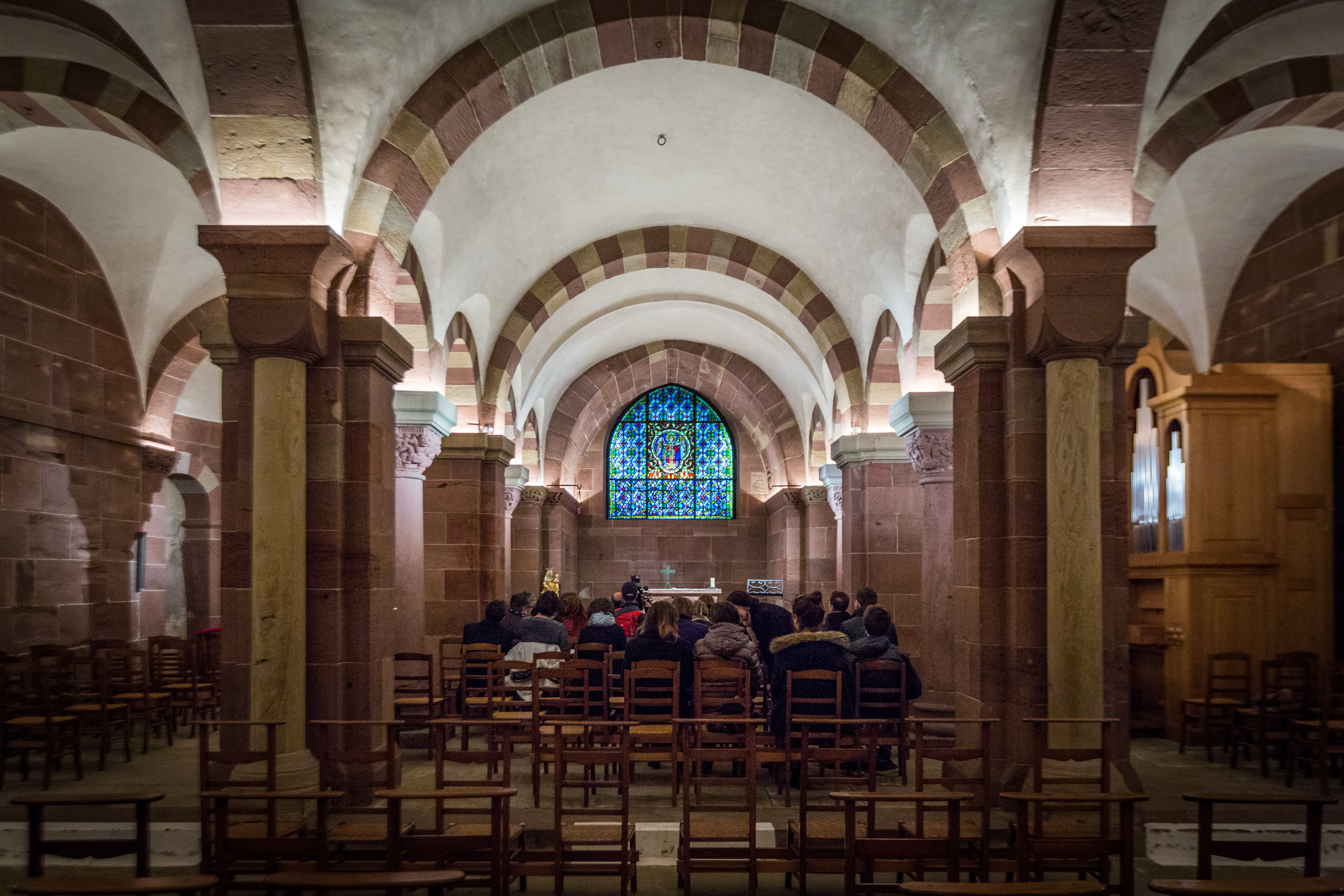
Cripta
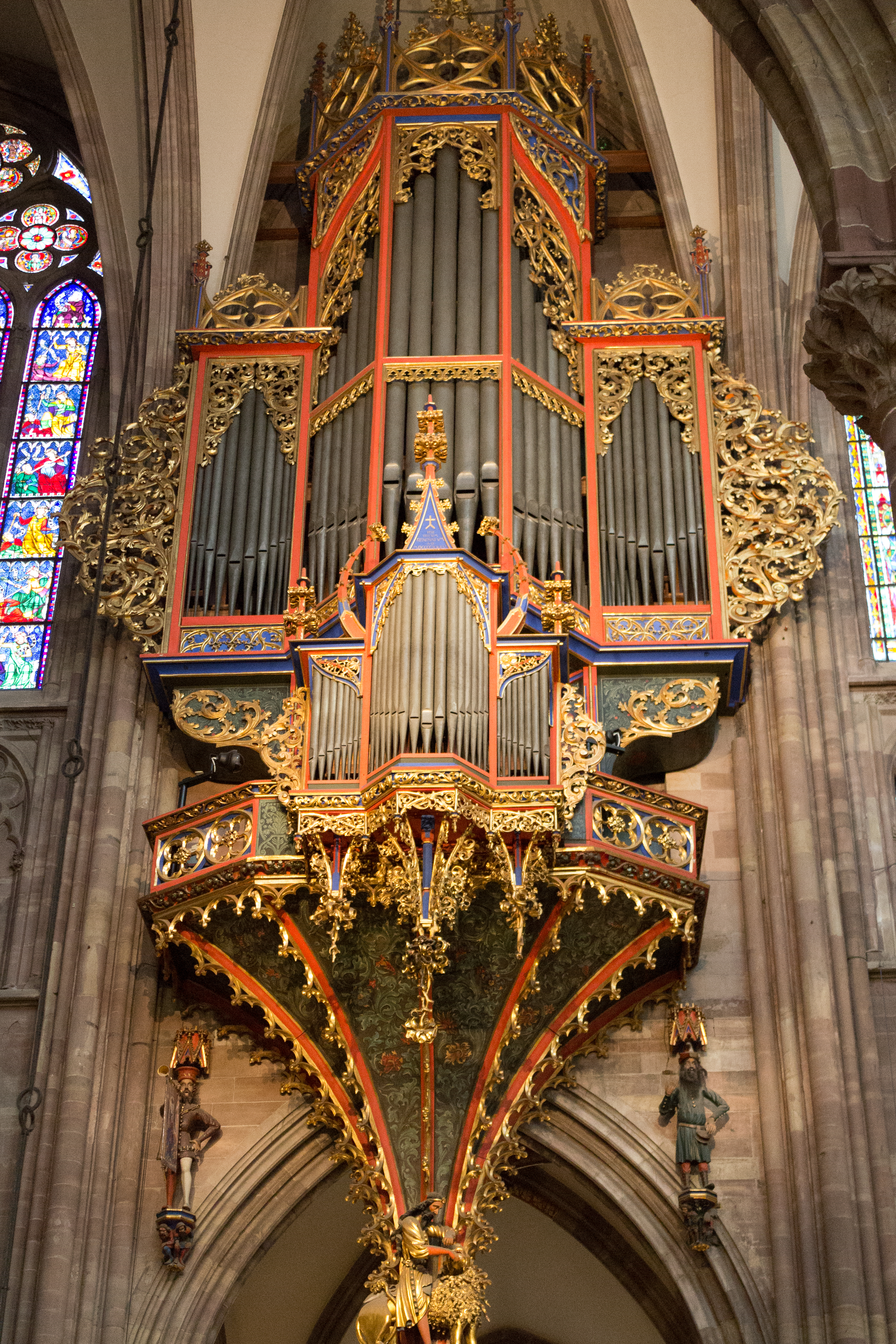
Organo maggiore